# Mo Hayder
Mo Hayder, właśc. Clare Dunkel (ur. 1 stycznia 1962 w Essex, zm. 27 lipca 2021 w Bath) – brytyjska pisarka, autorka kryminałów i thrillerów.
Ukończyła studia magisterskie na American University i Bath Spa University. Otrzymała nagrody literackie W.H. Smith Thumping Good Read award (za powieść The Treatment) i Edgar Award (za powieść Zaginione). Jej książka The Treatment doczekała się również adaptacji filmowej.

## Powieści
seria Detektyw Jack Caffery
1. Birdman (1999; wyd. pol. 2002 Ptasznik)
2. The Treatment (2001)
3. Ritual (2008; wyd. pol. 2010 Rytuał)
4. Skin (2009; wyd. pol. 2011 Skóra)
5. Gone (2010; wyd. pol. 2013 Zaginione)
6. Poppet (2013)
7. Wolf (2014)

- Tokyo (2004)
- Pig Island (2006)
- Hanging Hill (2011; wyd. pol. 2014 Granica mroku)